# Murtosaari (ö i Södra Savolax, S:t Michel, lat 61,52, long 28,63)
Murtosaari är en ö i Finland. Den ligger i sjön Pihlajavesi och i kommunen Puumala i den ekonomiska regionen  S:t Michel och landskapet Södra Savolax, i den södra delen av landet, 250 km nordost om huvudstaden Helsingfors. Öns area är 2,6 hektar och dess största längd är 310 meter i nord-sydlig riktning.